# 2 апреля
2 апреля — 92-й день года (93-й в високосные годы) по григорианскому календарю.
До конца года остаётся 273 дня.
До 15 октября 1582 года — 2 апреля по юлианскому календарю, с 15 октября 1582 года — 2 апреля по григорианскому календарю.
В XX и XXI веках соответствует 20 марта по юлианскому календарю.

## Праздники и памятные дни
См. также: Категория:Праздники 2 апреля

### Международные
- ООН — Всемирный день распространения информации о проблеме аутизма.
- Международный день детской книги.

### Национальные
- Аргентина — День Мальвинских островов.
- Беларусь,  Россия — День единения народов.

### Религиозные

#### Католицизм
- Память Франциска из Паолы;
- память Абундия, епископа Комо;
- память Апиана (Амфиана) Ликийского;
- память Бронахи;
- память Эббы Младшей;
- память святого Джона Пэйна;
- память Никиты Лионского;
- память Педро Калунгсода;
- память Урбана Лангрского[англ.].

#### Православие[2]

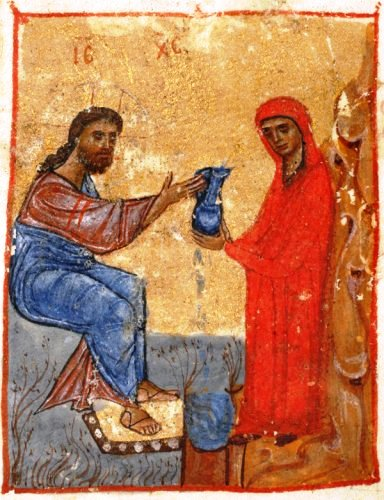
Христос и Самарянка

- Память преподобных Иоанна, Сергия, Патрикия и прочих, во Лавра Саввы Освященного убиенных (796 год)[3];
- память преподобного Евфросина Синозерского, Новгородского (1612 год);
- память мученицы Фотины (Светланы) самаряныни, её сыновей мучеников Виктора, наречённого Фотином, и Иосии;
- мучениц Анатолии, Фото, Фотиды, Параскевы, Кириакии, Домнины и мученика Севастиана (ок. 66 года);
- память мучениц Александры и Клавдии, Евфрасии, Матроны, Иулиании, Евфимии и Феодосии (Феодоры) (310 год);
- память святителя Никиты исповедника, архиепископа Аполлониадского (ок. 813—820)[4];
- память священномученика Владимира Пиксанова, пресвитера (1918);
- память священномученика Василия Соколова диакона (1938 год).

### Именины
- Католические: Абундий, Амфиан, Ап(п)иан, Бронаха, Джон, Иван, Никеций, Педро/Пётр, Урбан, Франциск, Эббе.
- Православные: Александра, Анатолия, Василий, Виктор, Домнина, Евфимия, Евфрасия, Евфросин, Иван, Иосия, Кириакия, Клавдия, Матрона, Никита, Параскева, Патрикий, Светлана, Севастьян, Сергей, Феодора, Феодосия, Фотида, Фотин, Фотина, Фото, Юлиания[2].

## События
См. также: Категория:События 2 апреля

### до XIX века
- 1718 — Пётр I создаёт в Русском царстве Тайную канцелярию для расследования особо важных государственных преступлений.
- 1769 — в ходе русско-турецкой войны русские войска отбили у турок город Таганрог.
- 1774 — в ходе сражения у Татищевой войска Пугачёва потерпели первое крупное поражение в Крестьянской войне 1773—1775 гг.
- 1790 — после 13 лет тюремного заключения и года, проведённого в сумасшедшем доме, маркиз де Сад был выпущен на свободу. Через 11 лет его снова арестуют и поместят в тот же сумасшедший дом, который станет его пристанищем до конца жизни.
- 1792 — установление монетных номиналов денежной системы США (10-, 5- и 2,5-долларовых золотых орлов, а также серебряного доллара, полудоллара, 25-, 10- и 5-центовых монет).
- 1794 — во исполнение распоряжения французского Конвента о формировании воинской части воздушных шаров 1793 г. создана первая в мире авиакомпания Aerostiers. Спустя два месяца воздушный шар с наблюдателем был впервые использован в разведывательных целях. Донесения воздушных наблюдателей сыграли значительную роль в ходе многих успешных битв и осад французской армии, но в 1799 г. компания была распущена.

### XIX век
- 1801 — разгром английским флотом под командованием адмирала Нельсона флота Союза северных морских держав в бухте Копенгагена.
- 1810 — бракосочетание Наполеона I с эрцгерцогиней Марией Луизой, дочерью австрийского императора Франца II.
- 1834 — в Санкт-Петербурге, на Обводном канале, возле Александро-Невской лавры, под руководством Павла Шиллинга осуществлён взрыв подводной электрической мины.
- 1836 — свадьба Чарльза Диккенса и Катрин Хогарт. У супругов родится 10 детей, но брак будет несчастливым и в 1858 г. распадётся.
- 1851 — Монгкут стал королём Сиама.
- 1860 — первый парламент объединённой Италии собирается в Турине.
- 1865 — Третье сражение при Питерсберге и завершение осады Питерсберга.
- 1868
  - В Англии казнена Фрэнсис Киддер (англ. Francis Kidder). Это последняя публичная казнь женщины-убийцы.
  - Свадьба дочери Карла Маркса Лауры и видного деятеля международного рабочего движения Поля Лафарга, которые одновременно покончат жизнь самоубийством в 1911 году.
- 1879 — Вторая англо-афганская война: сражение при Фаттехабаде.
- 1885 — резня у Лягушачьего озера, 9 погибших.

### XX век
- 1908 — британский эсминец Tiger во время ночных манёвров на Спитхедском рейде перерезан пополам британским тяжёлым крейсером Bervick. Из его экипажа спасётся всего 13 человек.
- 1912 — лайнер «Титаник» вышел в море для проведения ходовых испытаний. Они прошли успешно.
- 1917 — отмена Временным правительством национальных и вероисповедных ограничений в России. Упразднение черты оседлости.
- 1918
  - В ночь на 3 апреля произошёл бой под станицей Медведовской (Краснодарский край) в ходе Гражданской войны, победу одержала белая армия.
  - Руководители казахского национального движения «Алаш» провели прямые телеграфные переговоры из Семипалатинска с В. И. Лениным и И. В. Сталиным о предоставлении автономии Казахстану.
- 1922:
  - В Москве открылась библиотека иностранной литературы.
  - В Палестине основан город Раанана.
- 1930 — смерть императрицы Эфиопии Заудиту, приход к власти Хайле Селассие.
- 1950 — организована научно-исследовательская станция «Северный полюс-2» под руководством Михаила Сомова.
- 1958 — в Уичито-Фолс (штат Техас) зарегистрирован торнадо, развивший скорость 450 км/ч (125 м/с).
- 1963
  - Для исследования и освоения Луны осуществляется запуск космической ракеты с автоматической межпланетной станцией «Луна-4».
  - Началось восстание аргентинского военно-морского флота.
- 1966 — советский спутник «Луна-10» стал первым в мире космическим аппаратом, облетевшим Луну.
- 1968 — премьера фильма Стэнли Кубрика «Космическая одиссея 2001 года».
- 1969 — катастрофа Ан-24 под Завоей.
- 1977 — катастрофа Ту-134 в Либревиле (Габон). Погибли 8 человек.
- 1978 — премьера сериала «Даллас» на американском телеканале CBS.
- 1979 — заражение сибирской язвой жителей Свердловска из-за утечки из военно-медицинской лаборатории, около 100 погибших.
- 1982 — начало англо-аргентинского вооружённого конфликта из-за Фолклендских (Мальвинских) островов. Длился по 14 июня.
- 1986 — детонация взрывного устройства в пассажирском салоне самолёта Boeing 727 компании Trans World Airlines выбрасывает четверых пассажиров из самолёта, и они погибают. Самолёт успешно приземляется в Афинах. Пластиковая взрывчатка была оставлена под креслом женщиной, имевшей ливанский паспорт.
- 1987 — столкновение двух Ил-76 над заливом Сиваш.
- 1989 — Центральный комитет Палестинского национального совета избрал Ясира Арафата президентом самопровозглашённого Государства Палестина.
- 1990 — в СССР принят Закон «Об усилении ответственности за посягательства на национальное равноправие граждан и насильственное нарушение единства территории Союза ССР».
- 1996 — Борис Ельцин и Александр Лукашенко подписали договор о создании Сообщества России и Беларуси (позднее — Союзное государство).

### XXI век
- 2002 — на Первом канале появилась передача «Русская рулетка» с Валдисом Пельшем.
- 2005 — в Санкт-Петербурге открылась станция метрополитена «Комендантский проспект».
- 2012 — под Тюменью разбился пассажирский самолёт ATR-72 (погибло 33 человека, в том числе весь экипаж).
- 2014
  - Высший суд Австралии официально признал возможность людям определять свой пол как неопределённый.
  - Массовое убийство на военной базе Форт-Худ.
- 2015 — нападение на университетский колледж Гариссы, 148 погибших.
- 2021 — крушение поезда в Хуаляне на Тайване.
- 2022 — завершилась битва за Киев.
- 2023 — убийство Владлена Татарского в Санкт-Петербурге.

## Родились
См. также: Категория:Родившиеся 2 апреля

### До XIX века
- 747 — Карл Великий (ум. 814), король франков (с 768), герцог Баварии (c 788), император Запада (с 800).
- 1151 — Игорь Святославич (ум. 1201), князь Новгород-Северский (1180—1198), князь Черниговский (с 1198), герой «Слова о полку Игореве».
- 1545[5] — Елизавета Валуа (ум. 1568), третья жена короля Испании Филиппа II.
- 1565 — Корнелис де Хаутман (убит в 1599), нидерландский мореплаватель.
- 1586 — Пьетро Делла Валле (ум. 1652), итальянский путешественник, исследователь Азии.
- 1602 — Мария Агредская (ум. 1665), испанская монахиня ордена Непорочного Зачатия, духовная писательница.
- 1618 — Франческо Мария Гримальди (ум. 1663), итальянский физик и астроном, составивший первую карту Луны.
- 1647 — Мария Сибилла Мериан (ум. 1717), немецкая художница, иллюстратор, гравёр и энтомолог.
- 1653 — Георг Датский (ум. 1708), датский принц, супруг королевы Англии Анны Стюарт.
- 1719 — Иоганн Вильгельм Людвиг Глейм (ум. 1803), немецкий поэт.
- 1725 — Джакомо Казанова (ум. 1798), итальянский авантюрист, писатель, мемуарист.
- 1798 — Август Генрих Гофман фон Фаллерслебен (ум. 1874), немецкий поэт, автор текста на музыку Й. Гайдна «Deutschland über alles» — будущего государственного гимна Германии.

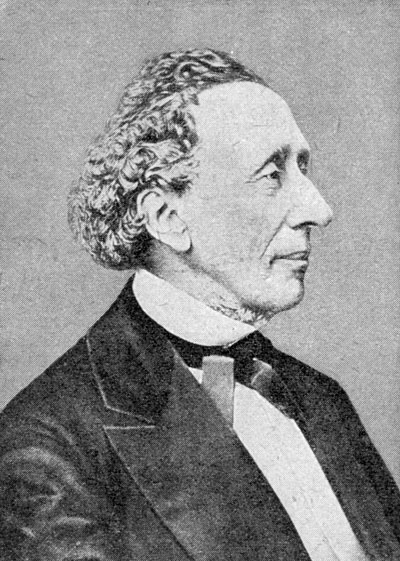
Ханс Кристиан Андерсен

### XIX век
- 1805 — Ханс Кристиан Андерсен (ум. 1875), датский писатель, поэт и сказочник.
- 1840 — Эмиль Золя (ум. 1902), французский писатель, публицист.
- 1848 — Владимир Пухальский (ум. 1933), российский и советский пианист, педагог, композитор, музыкальный деятель.
- 1862 — Николас Мюррей Батлер (ум. 1947), американский педагог, публицист, политик, лауреат Нобелевской премии мира (1931).
- 1865 — Павел Штернберг (ум. 1920), российский астроном и политический деятель, директор Московской обсерватории.
- 1870 — Всеволод Кащенко (ум. 1943), русский советский педагог и врач, брат П. П. Кащенко.
- 1875 — Уолтер Крайслер (ум. 1940), американский промышленник, основатель корпорации Chrysler.
- 1876 — архиепископ Феодор (в миру Александр Поздеевский; расстрелян в 1937), сподвижник патриарха Московского и всея Руси Тихона, священномученик.
- 1881 — Василий Комаровский (ум. 1914), русский поэт Серебряного века.
- 1888 — Мариэтта Шагинян (ум. 1982), советская писательница-прозаик, поэтесса, искусствовед, журналист, историограф.
- 1891 — Макс Эрнст (ум. 1976), франко-германский художник, скульптор, один из основоположников сюрреализма.
- 1894 — Эвалдс Валтерс (ум. 1994), латышский и советский актёр театра и кино, старейший актёр Латвии.
- 1895 — Тициан Табидзе (расстрелян в 1937), грузинский советский поэт, прозаик, переводчик.
- 1900 — Роберто Арльт (ум. 1942), аргентинский прозаик, драматург, очеркист и журналист.

### XX век
- 1902 — Ян Чихольд (ум. 1974), типограф, дизайнер, преподаватель и писатель.
- 1905 — Серж Лифарь (ум. 1986), французский танцовщик, хореограф и балетмейстер украинского происхождения.
- 1910 — Анатолий Серов (погиб в 1939), советский лётчик-истребитель, герой Гражданской войны в Испании.
- 1914 — сэр Алек Гиннесс (ум. 2000), британский актёр, лауреат двух «Оскаров», «Золотого глобуса» и др. наград.
- 1916 — Олег Лундстрем (ум. 2005), композитор, дирижёр, создатель и многолетний руководитель джазового оркестра, народный артист РСФСР.
- 1923 — Глория Генри (ум. 2021), американская актриса.
- 1925 — Михаил Марутаев (ум. 2010), советский и российский композитор и учёный.
- 1926 — Джек Брэбем (ум. 2014), австралийский автогонщик и конструктор, трёхкратный чемпион «Формулы-1».
- 1928
  - Серж Генсбур (наст. имя Люсьен Гинзбург; ум. 1991), французский певец, автор песен, киноактёр, режиссёр, сценарист.
  - Вальтер Запашный (ум. 2007), артист цирка, дрессировщик, народный артист РСФСР.
- 1932 — Иоанна Хмелевская (наст. имя Ирена Барбара Кун; ум. 2013), польская писательница и сценаристка.
- 1939 — Марвин Гэй (ум. 1984), американский певец, аранжировщик, музыкант-мультиинструменталист, автор песен, музыкальный продюсер.
- 1940 — Георгий Кавтарадзе (ум. 2020), советский и грузинский актёр и режиссёр театра и кино, сценарист.
- 1946 — Ренат Акчурин (ум. 2024), советский и российский кардиохирург, академик РАМН и РАН.
- 1947 — Эммилу Харрис, американская кантри-певица, автор песен, общественный деятель.
- 1948 — Джоан Виндж, американская писательница-фантаст.
- 1949 — Борис Плотников (ум. 2020), советский и российский актёр театра, кино, дубляжа, режиссёр театра, народный артист РФ.
- 1955 — Николай Сванидзе (ум. 2024), российский журналист и общественный деятель, теле- и радиоведущий.
- 1959
  - Юха Канккунен, финский автогонщик, 4-кратный чемпион мира по ралли.
  - Альберто Фернандес, аргентинский юрист и политик. Президент Аргентины с 2019 по 2023 год.
- 1960 — Линфорд Кристи, британский бегун на короткие дистанции, олимпийский чемпион (1992), чемпион мира (1993).
- 1966 — Тедди Шерингем, английский футболист, бронзовый призёр чемпионата Европы (1996), футбольный тренер.
- 1969 — Иосиф Пригожин, российский музыкальный продюсер.
- 1971
  - Тодд Вудбридж, австралийский теннисист, бывшая первая ракетка мира в парном разряде.
  - Эдмундо, бразильский футболист.
- 1972 — Эяль Беркович, израильский футболист.
- 1973 — Розалин Санчес, пуэрто-риканская певица, автор песен, фотомодель, актриса, продюсер и сценарист.
- 1975 — Катрин Ручов-Штомпоровски, немецкая гребчиха, двукратная олимпийская чемпионка.
- 1976 — Кристин Андерсен, датская гандболистка, двукратная олимпийская чемпионка.
- 1977
  - Майкл Фассбендер, ирландско-немецкий актёр и кинопродюсер.
  - Пер Элофссон, шведский лыжник, трёхкратный чемпион мира.
- 1981
  - Бетани Джой Ленз, американская актриса, певица, автор песен, режиссёр, продюсер.
  - Аня Персон, шведская горнолыжница, олимпийская чемпионка (2006), 7-кратная чемпионка мира.
- 1983 — Сергей Ковалёв, российский боксёр, чемпион мира в полутяжёлом весе.
- 1984 — Антон Шагин, российский актёр театра, кино и озвучивания, поэт.
- 1985 — Стефан Ламбьель, швейцарский фигурист, двукратный чемпион мира, тренер.
- 1987 — Мартин Холльштайн, немецкий гребец-байдарочник, олимпийский чемпион (2008).
- 1990
  - Евгения Канаева, российская гимнастка, двукратная олимпийская чемпионка (2008, 2012).
  - Миралем Пьянич, боснийский футболист.
- 1991 — Quavo (наст. имя. Куэйвиус Кейате Маршалл), американский рэп-исполнитель.
- 2000 — Бирк Рууд, норвежский фристайлист, олимпийский чемпион в биг-эйре (2022).

## Скончались
См. также: Категория:Умершие 2 апреля

### До XIX века
- 1502 — Артур, принц Уэльский (р. 1486), старший сын короля Англии Генриха VII и Елизаветы Йоркской, наследник английского престола.
- 1507 — Франческо да Паола (р. 1416), итальянский священник, отшельник, католический святой, покровитель моряков.
- 1511 — Бернард VII Воинственный (р. 1428), монарх немецкого княжества Липпе-Детмольд, самый долгоправивший европейский монарх.
- 1640
  - Мацей Казимир Сарбевский (р. 1595), латиноязычный польский поэт и теоретик литературы.
  - Пауль Флеминг (р. 1609), немецкий писатель, лирик немецкого барокко («Рубелла»).
- 1657 — Фердинанд III (р. 1608), император Священной Римской империи (с 1637).
- 1709 — Джованни Баттиста Гаулли (р. 1639), итальянский художник эпохи барокко.
- 1777 — Максим Березовский (р. 1745), русский композитор.
- 1785 — Габриэль Бонно де Мабли (р. 1709), французский социальный философ, утопист.
- 1791 — Оноре Мирабо (р. 1749), деятель Великой французской революции, знаменитый политик и оратор.

### XIX век
- 1851 — Чессадабодиндра (или Рама III; р. 1787), третий сиамский монарх династии Чакри (1824—1851).
- 1865
  - Ричард Кобден (р. 1804), экономист и политреформатор, заложивший основы теории свободной торговли, один из лидеров и идеолог фритредеров в Великобритании.
  - погиб Эмброуз Хилл (р. 1825), генерал армии Конфедерации, герой Гражданской войны в США.
- 1866 — Надежда Дурова (р. 1783), «кавалерист-девица», офицер русской армии, участница Отечественной войны 1812 года.
- 1869 — Герман фон Майер (р. 1801), немецкий палеонтолог.
- 1872 — Сэмюэл Морзе (р. 1791), американский изобретатель и художник, создатель электрического телеграфа и азбуки Морзе.
- 1875 — Михаил Огарёв (р. 1819), русский генерал, участник Туркестанских походов и Крымской войны.
- 1885 — Джеймс Эдвард Александр (р. 1803), английский путешественник, военный писатель, генерал-майор.
- 1894 — Шарль Броун-Секар (р. 1817), французский физиолог и невролог.

### XX век
- 1914 — Пауль Хейзе (р. 1830), немецкий писатель, лауреат Нобелевской премии (1910).
- 1915
  - Лидия Кологривова (р. 1873), русская поэтесса и переводчица, общественная деятельница.
  - казнён Сергей Мясоедов (р. 1865), полковник Русской армии, жертва политических интриг.
- 1922
  - Фридрих Гельбке (р. 1842), российский и немецкий филолог, педагог, переводчик.
  - Герман Роршах (р. 1884), швейцарский психиатр и психолог.
- 1928 — Теодор Уильям Ричардс (р. 1868), первый американец, удостоенный Нобелевской премии по химии (1914).
- 1940 — Николай Бахтин (р. 1866), русский советский поэт, переводчик, библиограф, литературовед, педагог, основатель Ленинградского ТЮЗа.
- 1945 — Сергей Балухатый (р. 1893), советский литературовед, библиограф, профессор, член-корреспондент АН СССР.
- 1952 — Бернар Лио (р. 1897), французский астроном.
- 1953 — Жан Эпштейн (р. 1897), французский кинорежиссёр, сценарист, продюсер и теоретик кино.
- 1960 — Мукан Тулебаев (р. 1913), казахский композитор, дирижёр, педагог, народный артист СССР.
- 1966 — Сесил Скотт Форестер (р. 1899), английский писатель-романист, сценарист, военный историк.
- 1974 — Жорж Помпиду (р. 1911), премьер-министр (1962—1968) и президент Франции (1969—1974).
- 1983 — Чжан Дацянь (р. 1899), китайский живописец.
- 1987 — Бадди Рич (р. 1917), американский джазовый барабанщик.
- 1988 — Жак Андре (р. 1919), французский лётчик, Герой Советского Союза.
- 1991 — Марта Грэм (р. 1894), американская танцовщица, хореограф, педагог и режиссёр.
- 1992 — Иван Курилов (р. 1910), артист балета, балетмейстер, заслуженный артист РСФСР.
- 1994 — Виктор Филиппов (р. 1933), советский и российский актёр театра и кино.
- 1995 — Ханнес Альвен (р. 1908), шведский астрофизик, лауреат Нобелевской премии по физике (1970).
- 1997
  - Жольт Дурко (р. 1934), венгерский композитор.
  - Томоюки Танака (р. 1910), японский продюсер и кинорежиссёр, автор сериала о Годзилле.
- 1999 — Феликс Чуев (р. 1941), советский и российский поэт, писатель, публицист, Герой Социалистического Труда.

### XXI век
- 2005 — Иоанн Павел II (в миру Кароль Йозеф Войтыла; р. 1920), 264-й папа Римский (1978—2005).
- 2006 — Владимир Ильин (р. 1938), кинооператор, заслуженный деятель искусств РСФСР.
- 2009 — Бен Бенцианов (р. 1918), артист разговорного жанра, народный артист РСФСР, художественный руководитель эстрады Государственного концертно-филармонического учреждения «Петербург-концерт».
- 2013 — Хесус Франко (р. 1930), испанский кинорежиссёр, оператор, актёр, продюсер, композитор, сценарист.
- 2018 — Винни Мандела (р. 1936), южноафриканский политик, жена Нельсона Манделы.
- 2024
  - Велько Булайич (р. 1928), югославский и хорватский актёр, кинорежиссёр, сценарист и монтажёр.
  - Татьяна Конюхова (р. 1931), советская и российская актриса.
- 2025 — Кхамтай Сипхандон (р. 1924), лаосский государственный и военный деятель, один из руководителей коммунистического движения Патет Лао и НРПЛ, командующий вооружёнными силами Патет Лао. Министр обороны, премьер-министр Лаоса (1991—1998), лидер ЦК правящей НРПЛ (1992—2006), президент Лаоса (1998—2006).

## Народный календарь, приметы и фольклор Руси
- Фотиния Самарянка. Ей полагается особая молитва от лихорадки («трясовичной болезни»).
- У многих птиц начинается токование (брачный период).
- В этот день особое поклонение льну: с утра выносились из домов на улицу красочные льнотканные изделия, развешивались на заборах, воротах, калитках, рушниками украшали ветви берёз[6][7].